# باول يندلي
باول يندلي (بالإنجليزية: Paul Lindley)‏ هو شخصية أعمال بريطاني، ولد في 17 أكتوبر 1966 في شفيلد في المملكة المتحدة.